# Copa Panamericana de Voleibol Femenino de 2010
La IX Copa Panamericana de Voleibol Femenino se celebró del 18 al 26 de junio de 2010 en las ciudades de Rosarito y Tijuana, México. El torneo contó con la participación de 8 selecciones nacionales de la NORCECA y 3 de la Confederación Sudamericana de Voleibol.

## Equipos participantes
| Grupo A              | Grupo B           |
| -------------------- | ----------------- |
| Argentina            | Costa Rica        |
| Brasil               | Estados Unidos    |
| Canadá               | México            |
| Cuba                 | Perú              |
| República Dominicana | Puerto Rico       |
| Venezuela¹           | Trinidad y Tobago |

- (¹) - Se retiró de la competencia.

## Primera fase

### Grupo A

#### Resultados
| Fecha    | Encuentro                        | Resultado | Set   | Set   | Set   | Set   | Set   | Puntuación total |
| Fecha    | Encuentro                        | Resultado | 1     | 2     | 3     | 4     | 5     | Puntuación total |
| -------- | -------------------------------- | --------- | ----- | ----- | ----- | ----- | ----- | ---------------- |
| 18-06-10 | Canadá - Argentina               | 2-3       | 25-22 | 20-25 | 22-25 | 25-19 | 11-15 | 103-106          |
| 18-06-10 | Cuba - Brasil                    | 3-1       | 27-25 | 23-25 | 25-17 | 25-21 |       | 100-88           |
| 19-06-10 | Brasil - República Dominicana    | 1-3       | 14-25 | 25-16 | 19-25 | 23-25 |       | 81-91            |
| 19-06-10 | Cuba - Canadá                    | 3-1       | 21-25 | 25-19 | 25-21 | 25-19 |       | 96-84            |
| 20-06-10 | Brasil - Argentina               | 0-3       | 13-25 | 15-25 | 22-25 |       |       | 50-75            |
| 20-06-10 | República Dominicana - Cuba      | 2-3       | 29-31 | 25-23 | 19-25 | 25-23 | 12-15 | 110-117          |
| 21-06-10 | Canadá - Brasil                  | 0-3       | 21-25 | 26-28 | 21-25 |       |       | 68-78            |
| 21-06-10 | Argentina - República Dominicana | 1-3       | 14-25 | 25-27 | 28–26 | 20-25 |       | 87-103           |
| 22-06-10 | República Dominicana - Canadá    | 3-1       | 23-25 | 25-20 | 25–23 | 25-14 |       | 98-82            |
| 22-06-10 | Cuba - Argentina                 | 3-1       | 23-25 | 25-23 | 25–15 | 25-22 |       | 98-85            |

#### Clasificación
| Pos | Equipo               | PJ | PG | PP | SF | SC | PTS |
| --- | -------------------- | -- | -- | -- | -- | -- | --- |
| 1   | Cuba                 | 4  | 4  | 0  | 12 | 5  | 8   |
| 2   | República Dominicana | 4  | 3  | 1  | 11 | 6  | 7   |
| 3   | Argentina            | 4  | 2  | 2  | 8  | 8  | 6   |
| 4   | Brasil               | 4  | 1  | 3  | 5  | 9  | 5   |
| 5   | Canadá               | 4  | 0  | 4  | 4  | 12 | 4   |

### Grupo B

#### Resultados
| Fecha    | Encuentro                          | Resultado | Set   | Set   | Set   | Set   | Set | Puntuación total |
| Fecha    | Encuentro                          | Resultado | 1     | 2     | 3     | 4     | 5   | Puntuación total |
| -------- | ---------------------------------- | --------- | ----- | ----- | ----- | ----- | --- | ---------------- |
| 18-06-10 | Perú - Estados Unidos              | 0-3       | 25-27 | 22-25 | 17-25 |       |     | 64-77            |
| 18-06-10 | Puerto Rico - Costa Rica           | 3-0       | 25-13 | 25-15 | 25-19 |       |     | 75-47            |
| 18-06-10 | México - Trinidad y Tobago         | 0-3       | 21-25 | 15-25 | 23-25 |       |     | 59-75            |
| 19-06-10 | Estados Unidos - Puerto Rico       | 3-0       | 25-13 | 25-17 | 25-14 |       |     | 75-44            |
| 19-06-10 | Costa Rica - Trinidad y Tobago     | 0-3       | 15-25 | 22-25 | 21-25 |       |     | 58-75            |
| 19-06-10 | Perú - México                      | 3-0       | 25-17 | 25-7  | 25-21 |       |     | 75-45            |
| 20-06-10 | Puerto Rico - Perú                 | 0-3       | 21-25 | 22-25 | 14-25 |       |     | 57-75            |
| 20-06-10 | Estados Unidos - Trinidad y Tobago | 3-0       | 25-17 | 25-9  | 25-11 |       |     | 75-37            |
| 20-06-10 | Costa Rica - México                | 1-3       | 17-25 | 25-15 | 14-25 | 14-25 |     | 70-90            |
| 21-06-10 | Trinidad y Tobago - Perú           | 0-3       | 18-25 | 23-25 | 15-25 |       |     | 56-75            |
| 21-06-10 | Estados Unidos - Costa Rica        | 3-0       | 25-11 | 25-10 | 25-2  |       |     | 75-23            |
| 21-06-10 | México - Puerto Rico               | 0-3       | 22-25 | 14-25 | 15-25 |       |     | 51-75            |
| 22-06-10 | Costa Rica - Perú                  | 0-3       | 7-25  | 7-25  | 9-25  |       |     | 23-75            |
| 22-06-10 | Puerto Rico - Trinidad y Tobago    | 3-0       | 25-18 | 25-19 | 25-18 |       |     | 75-55            |
| 22-06-10 | Estados Unidos - México            | 3-0       | 25-14 | 25-16 | 25-15 |       |     | 75-45            |

#### Clasificación
| Pos | Equipo            | PJ | PG | PP | SF | SC | PTS |
| --- | ----------------- | -- | -- | -- | -- | -- | --- |
| 1   | Estados Unidos    | 5  | 5  | 0  | 15 | 0  | 15  |
| 2   | Perú              | 5  | 4  | 1  | 12 | 3  | 9   |
| 3   | Puerto Rico       | 5  | 3  | 2  | 9  | 6  | 8   |
| 4   | Trinidad y Tobago | 5  | 2  | 3  | 6  | 9  | 7   |
| 5   | México            | 5  | 1  | 4  | 3  | 13 | 6   |
| 6   | Costa Rica        | 5  | 0  | 5  | 1  | 15 | 5   |

## Fase final

### Final 1º y 3º puesto
|  | Cuartos de final      | Cuartos de final |                        |                        | Semifinales           | Semifinales |  |  | Final                 | Final |
|  |                       |                  |                        |                        |                       |             |  |  |                       |       |
|  |                       |                  |                        |                        |                       |             |  |  |                       |       |
|  |                       |                  |                        |                        |                       |             |  |  |                       |       |
|  |                       |                  |                        |                        |                       |             |  |  |                       |       |
|  | 25 de junio – Tijuana |                  |                        |                        |                       |             |  |  |                       |       |
|  |                       |                  |                        |                        |                       |             |  |  |                       |       |
|  | Cuba                  | 0                |                        |                        |                       |             |  |  |                       |       |
|  | Cuba                  | 0                | 24 de junio – Tijuana  |                        |                       |             |  |  |                       |       |
|  |                       | Perú             | 3                      |                        |                       |             |  |  |                       |       |
|  | Perú                  | Perú             | 3                      | 3                      |                       |             |  |  |                       |       |
|  | Perú                  |                  | 26 de junio – Tijuana  | 3                      |                       |             |  |  |                       |       |
|  | Argentina             | 1                |                        |                        |                       |             |  |  |                       |       |
|  | Argentina             | 1                | Perú                   | 0                      |                       |             |  |  |                       |       |
|  |                       |                  | Perú                   | 0                      |                       |             |  |  |                       |       |
|  |                       | R. Dominicana    | 3                      |                        |                       |             |  |  |                       |       |
|  |                       | R. Dominicana    | 3                      |                        |                       |             |  |  |                       |       |
|  | 25 de junio – Tijuana |                  |                        |                        |                       |             |  |  |                       |       |
|  |                       |                  |                        |                        |                       |             |  |  |                       |       |
|  | Estados Unidos        | 1                | Tercer y cuarto puesto | Tercer y cuarto puesto |                       |             |  |  |                       |       |
|  | Estados Unidos        | 1                | Tercer y cuarto puesto | Tercer y cuarto puesto | 24 de junio – Tijuana |             |  |  |                       |       |
|  |                       | R. Dominicana    | 3                      |                        |                       |             |  |  |                       |       |
|  | R. Dominicana         | R. Dominicana    | 3                      | 3                      | Cuba                  | 0           |  |  |                       |       |
|  | R. Dominicana         |                  |                        | 3                      | Cuba                  | 0           |  |  |                       |       |
|  | Puerto Rico           | 0                |                        | Estados Unidos         | 3                     |             |  |  |                       |       |
|  | Puerto Rico           | 0                |                        |                        | 3                     |             |  |  |                       |       |
|  |                       |                  |                        |                        |                       |             |  |  | 26 de junio – Tijuana |       |
|  |                       |                  |                        |                        |                       |             |  |  |                       |       |

#### Resultados
| Fecha    | Encuentro                             | Resultado | Set   | Set   | Set   | Set   | Set | Puntuación total |
| Fecha    | Encuentro                             | Resultado | 1     | 2     | 3     | 4     | 5   | Puntuación total |
| -------- | ------------------------------------- | --------- | ----- | ----- | ----- | ----- | --- | ---------------- |
| 24-06-10 | Perú - Argentina                      | 3-1       | 16-25 | 25-17 | 25-18 | 25-21 |     | 91-81            |
| 24-06-10 | República Dominicana - Puerto Rico    | 3-0       | 25-21 | 25-21 | 25-23 |       |     | 75-67            |
| 25-06-10 | Cuba - Perú                           | 0-3       | 18-25 | 23-25 | 23-25 |       |     | 64-75            |
| 25-06-10 | Estados Unidos - República Dominicana | 1-3       | 25-22 | 23-25 | 22-25 | 16-25 |     | 86-97            |
| 26-06-10 | Cuba - Estados Unidos                 | 0-3       | 15-25 | 20-25 | 17-25 |       |     | 52-75            |
| 26-06-10 | Perú - República Dominicana           | 0-3       | 17-25 | 28-30 | 22-25 |       |     | 67-78            |

### Final 5º y 7º puesto
|  | Cuartos de final      | Cuartos de final |                        |                        | Semifinales           | Semifinales |  |  | Final                 | Final |
|  |                       |                  |                        |                        |                       |             |  |  |                       |       |
|  |                       |                  |                        |                        |                       |             |  |  |                       |       |
|  |                       |                  |                        |                        |                       |             |  |  |                       |       |
|  |                       |                  |                        |                        |                       |             |  |  |                       |       |
|  | 25 de junio – Tijuana |                  |                        |                        |                       |             |  |  |                       |       |
|  |                       |                  |                        |                        |                       |             |  |  |                       |       |
|  | Puerto Rico           | 3                |                        |                        |                       |             |  |  |                       |       |
|  | Puerto Rico           | 3                | 24 de junio – Tijuana  |                        |                       |             |  |  |                       |       |
|  |                       | Brasil           | 2                      |                        |                       |             |  |  |                       |       |
|  | México                | Brasil           | 2                      | 0                      |                       |             |  |  |                       |       |
|  | México                |                  | 26 de junio – Tijuana  | 0                      |                       |             |  |  |                       |       |
|  | Brasil                | 3                |                        |                        |                       |             |  |  |                       |       |
|  | Brasil                | 3                | Argentina              | 3                      |                       |             |  |  |                       |       |
|  |                       |                  | Argentina              | 3                      |                       |             |  |  |                       |       |
|  |                       | Puerto Rico      | 0                      |                        |                       |             |  |  |                       |       |
|  |                       | Puerto Rico      | 0                      |                        |                       |             |  |  |                       |       |
|  | 25 de junio – Tijuana |                  |                        |                        |                       |             |  |  |                       |       |
|  |                       |                  |                        |                        |                       |             |  |  |                       |       |
|  | Canadá                | 2                | Tercer y cuarto puesto | Tercer y cuarto puesto |                       |             |  |  |                       |       |
|  | Canadá                | 2                | Tercer y cuarto puesto | Tercer y cuarto puesto | 24 de junio – Tijuana |             |  |  |                       |       |
|  |                       | Argentina        | 3                      |                        |                       |             |  |  |                       |       |
|  | Trinidad y Tobago     | Argentina        | 3                      | 0                      | Brasil                | 1           |  |  |                       |       |
|  | Trinidad y Tobago     |                  |                        | 0                      | Brasil                | 1           |  |  |                       |       |
|  | Canadá                | 3                |                        | Canadá                 | 3                     |             |  |  |                       |       |
|  | Canadá                | 3                |                        |                        | 3                     |             |  |  |                       |       |
|  |                       |                  |                        |                        |                       |             |  |  | 26 de junio – Tijuana |       |
|  |                       |                  |                        |                        |                       |             |  |  |                       |       |

#### Resultados
| Fecha    | Encuentro                  | Resultado | Set   | Set   | Set   | Set   | Set   | Puntuación total |
| Fecha    | Encuentro                  | Resultado | 1     | 2     | 3     | 4     | 5     | Puntuación total |
| -------- | -------------------------- | --------- | ----- | ----- | ----- | ----- | ----- | ---------------- |
| 24-06-10 | México - Brasil            | 0-3       | 11-25 | 10-25 | 23-25 |       |       | 44-75            |
| 24-06-10 | Trinidad y Tobago - Canadá | 0-3       | 19-25 | 18-25 | 15-25 |       |       | 52-75            |
| 25-06-10 | Puerto Rico - Brasil       | 3-2       | 25-21 | 19-25 | 25-22 | 17-25 | 15-12 | 105-101          |
| 25-06-10 | Canadá - Argentina         | 2-3       | 20-25 | 22-25 | 25-21 | 25-23 | 8-15  | 100-109          |
| 26-06-10 | Brasil - Canadá            | 1-3       | 18–25 | 25–11 | 14–25 | 22–25 |       | 79-86            |
| 26-06-10 | Argentina - Puerto Rico    | 3-0       | 25-23 | 25-21 | 25-16 |       |       | 75-60            |

### Final 9º puesto

#### Resultados
| Fecha    | Encuentro                  | Resultado | Set   | Set   | Set   | Set   | Set | Puntuación total |
| Fecha    | Encuentro                  | Resultado | 1     | 2     | 3     | 4     | 5   | Puntuación total |
| -------- | -------------------------- | --------- | ----- | ----- | ----- | ----- | --- | ---------------- |
| 25-06-10 | México - Trinidad y Tobago | 3-1       | 25-21 | 18-25 | 25-21 | 26-24 |     | 94-91            |

## Campeón
| República Dominicana           |
| Campeón                        |
| REPÚBLICA DOMINICANA 2º título |

## Clasificación general
| Pos | Equipo               |
| --- | -------------------- |
| 1   | República Dominicana |
| 2   | Perú                 |
| 3   | Estados Unidos       |
| 4   | Cuba                 |
| 5   | Argentina            |
| 6   | Puerto Rico          |
| 7   | Canadá               |
| 8   | Brasil               |
| 9   | México               |
| 10  | Trinidad y Tobago    |
| 11  | Costa Rica           |